# Ghiacciaio Burdenis
Il ghiacciaio Burdenis (in inglese: Burdenis Glacier) è un ghiacciaio lungo 6 km e largo 1,7, situato sulla costa di Zumberge, nella parte occidentale della Terra di Ellsworth, in Antartide. In particolare, il ghiacciaio, il cui punto più alto si trova a circa 2.400 m s.l.m., è situato sul versante orientale della catena principale della dorsale Sentinella, nelle montagne di Ellsworth, a nord del ghiacciaio Delyo. Da qui esso fluisce verso nord-est a partire dalle pendici settentrionali del monte Viets, scorrendo lungo il versante settentrionale del monte Viets e lungo quello meridionale del picco più meridionale dei due picchi Long fino ad unire il proprio flusso a quello del ghiacciaio Ellen, a nord del picco Bruguière..

## Storia
Il ghiacciaio Burdenis è stato così battezzato dalla Commissione bulgara per i toponimi antartici in onore dell'antico insediamento romano di Burdenis, nella Bulgaria meridionale.